# Pieczęć elektroniczna
Pieczęć elektroniczna – dane w postaci elektronicznej dodane do innych danych w postaci elektronicznej lub logicznie z nimi powiązane, aby zapewnić autentyczność pochodzenia oraz integralność powiązanych danych.